# Didier François
Didier François (Bruselas, el 2 de abril de 1969) es un músico, compositor y escultor residente en París

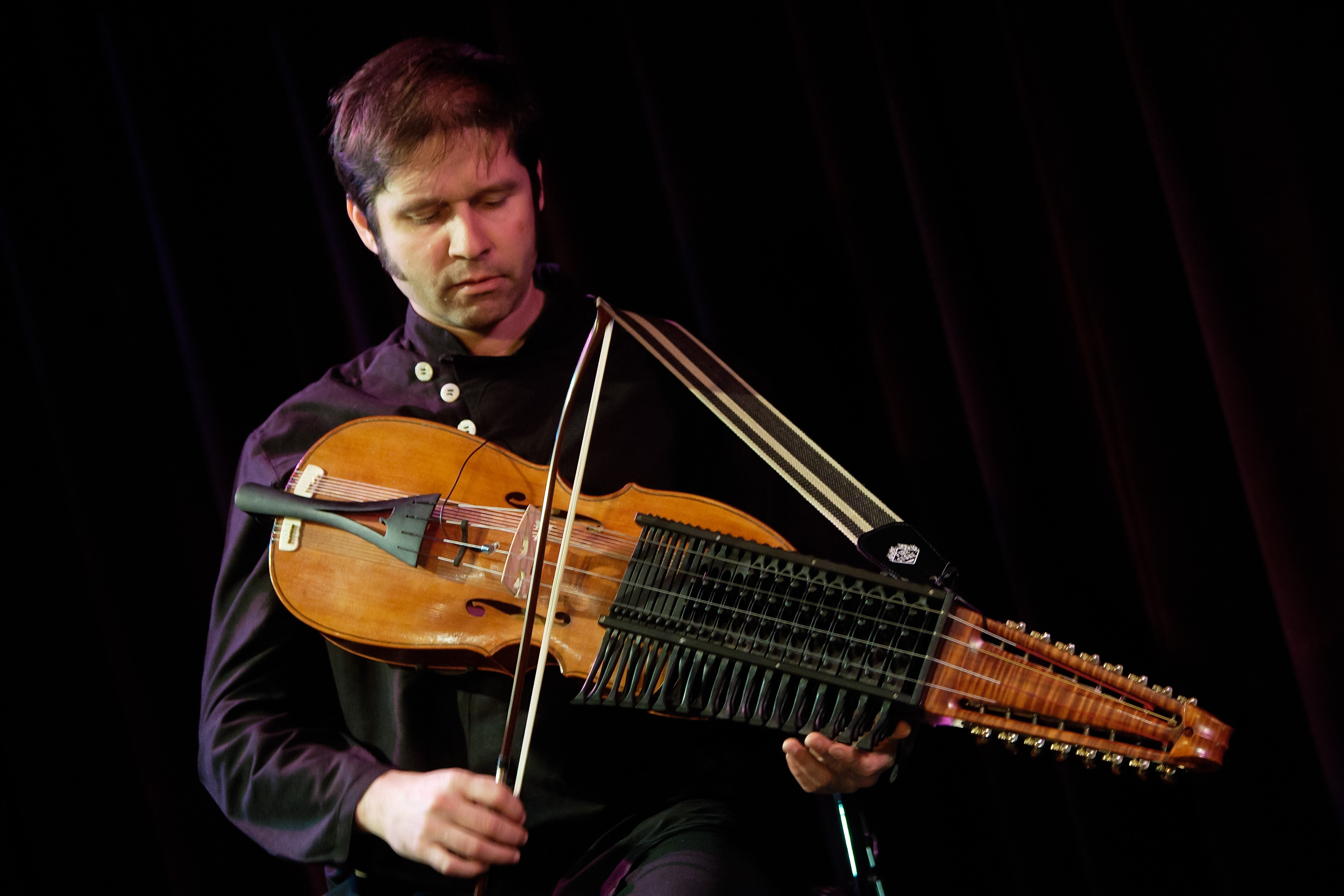
Didier François tocando la nyckelharpa

## Pedagogía
Didier François enseña nyckelharpa en la escuela de Música Popular de Forlimpopoli (Italia) y en la Academia de BURG FÜRSTENECK (Alemania), como miembro del programa ‘European Nyckelharpa Training’. Imparte seminarios y talleres sobre técnicas de relajación basadas en la escuela belga de violín de Arthur Grumiaux): adquisición de movimientos relajados y fluidos que influyen en la belleza y expresividad del sonido, así como para evitar la tendinitis. Didier François también es miembro del programa CADENCE, apoyado por la Comisión Europea.

## Discografía
1. "Baroque update” 2015 home records.be
2. "Nyckelharpa solo” home records.be
3. "Sjansons Patinées” home records.be
4. “Double CD: Didier Francois, Gilles Chabenat - Gabriel Yacoub“ home records.be
5. “Falling Tree“ long distance records
6. “locuras de vanelo“ Artrisjok records
7. “44 duetti Béla Bartòk “ wild boar records
8. “Alicantes“ Map records
9. “Duo Philip Masure Didier Francois” map records

## Músico
- Invitado de Stefane Grappelli, en el Audi Jazz Festival (Bélgica).

- Invitado de Gabriel Yacoub, Ámsterdam, St. Chartier Festival (Francia).

- Grabación de música de cine con Armand Amar para Costa-Gavras (Amen, Le Couperet), Yann Arthus Bertrand (le monde vu du ciel).

- Actuación solista en The Lord of the rings de Howard Shore con la orquesta filarmónica de Bélgica en el palacio de deportes de Antwerpen.

- Trabajó durante 10 años para el Ensemble belga Leporello.

- Miembro del ensemble belga de música barroca Zefiro Torna.

- Miembro del ensemble Kapsberger .

## Técnica personal
Didier Francois es conocido por usar una técnica de interpretación y postura propia que ha desarrollado de forma única. Su idea de basa en que sosteniendo la nyckelharpa frente al pecho, es posible mover los brazos de forma más natural y relajada. Utiliza una almohadilla de violín para mantener la nyckelharpa separada del cuerpo y de esta forma esta puede moverse más libremente, lo que influye en un sonido más abierto.

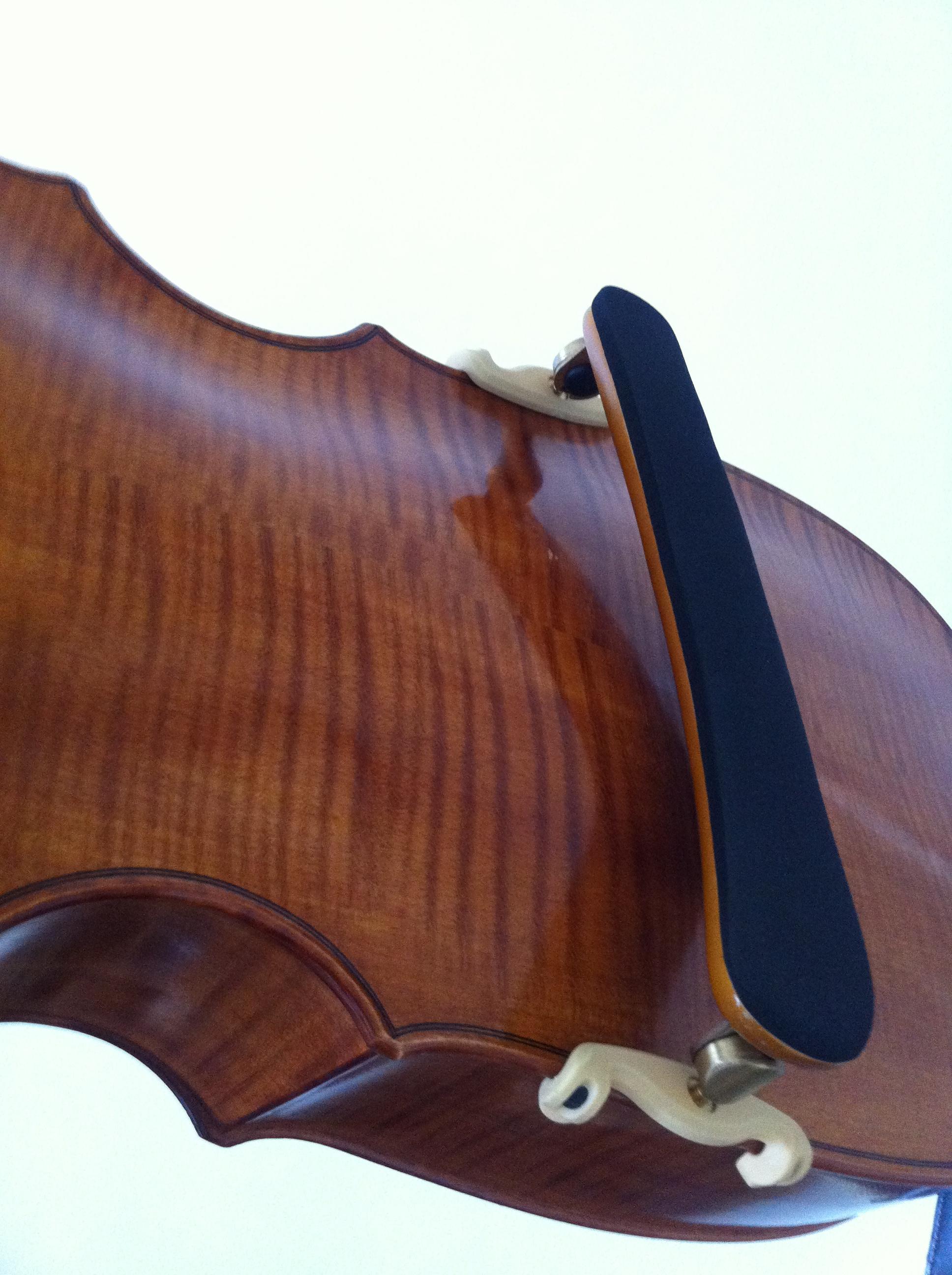
La almohadilla de violín permite liberar la parte trasera del instrumento para su vibración